# 天性の素質の寓意
『天性の素質の寓意』（てんせいのそしつのぐうい、伊: L'Allegoria dell'inclinazione, 英: Allegory of Inclination）は、イタリアのバロック期の女性画家アルテミジア・ジェンティレスキが1615年から1616年ごろに制作した寓意画である。油彩。画家アゴスティーノ・タッシから受けた強姦に対する裁判のためにローマを離れ、フィレンツェに到着したばかりのころに制作された。発注者は芸術家ミケランジェロ・ブオナローティの甥の息子ミケランジェロ・ブオナローティ・イル・ジョーヴァネである。現在はフィレンツェのカーサ・ブオナローティに所蔵されている。

## 制作経緯

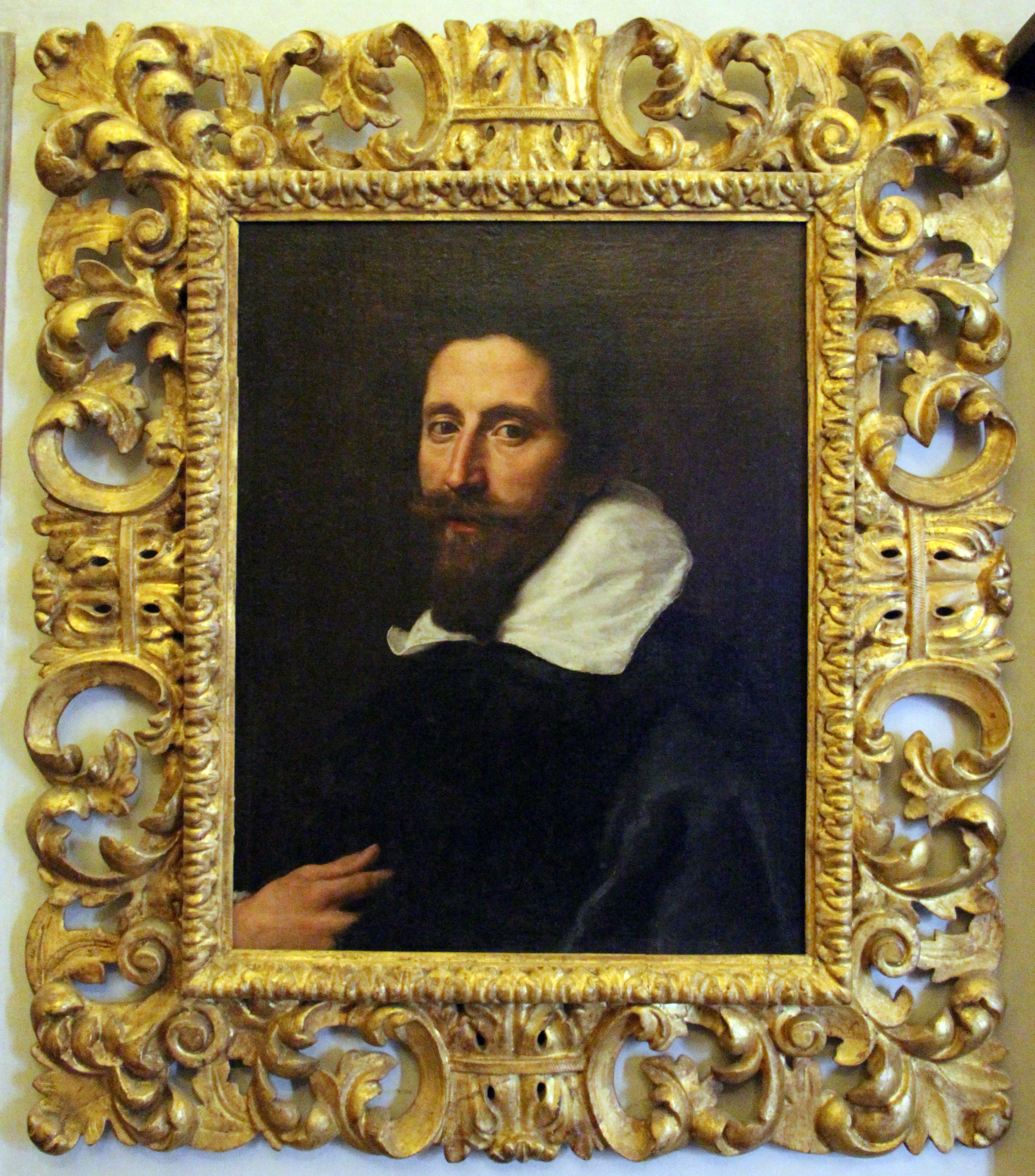
発注者のミケランジェロ・ブオナローティ。クリストファーノ・アローリ画。カーサ・ブオナローティ所蔵。

本作品はルネサンス期の芸術家ミケランジェロの甥リオナルドとカサンドラ・リドルフィの息子ミケランジェロ・ブオナローティ・イル・ジョーヴァネ（1568年-1646年）の依頼で、彼の大叔父であるミケランジェロの生涯を顕彰する一連の絵画の一部として制作された。絵画はルネサンス期の巨匠に属する「8つの擬人化」の1つである「傾向」あるいは生まれつき備えていた創造的能力を表現している。これらの連作はカーサ・ブオナローティの天井画を構成しており、連作の中で最初に発注され、すでに1615年に画家は多額の手付金を受け取っている。アルテミジアは第2子の出産から回復しながら、ジョヴァンニ・ビリヴェルティ、ジョバンニ・コッカパーニ、マッテオ・ロッセリとともに連作を制作した。完成すると、アルテミジアに特別な好意を抱いていたイル・ジョーヴァネは、他の連作の3倍以上の報酬を支払った。これはアルテミジアがフィレンツェの画家ピエトロ・アントニオ・デ・ヴィンチェンツォ・スティアテッシ（Pietro Antonio di Vincenzo Stiattesi）と結婚したものの、経済状況が不安定であったことによると考えられている。

## 作品
アルテミジアはミケランジェロの偉大さへと向かう生来の気質を女性像として表している。女性像は雲の上に座り、航海用の羅針盤を両手で掲げている。画面右上の女性像の頭上には1つの星があり、彼女はその星の輝きによって導かれている。これらの羅針盤や星の描写は、当時、アルテミジアの友人であった天文学者ガリレオ・ガリレイの磁気と天体の運動に関する理論の影響と考えられており、本作品が制作された1616年はガリレオが異端審問により地動説の提唱を禁じられた年であった。女性像の特徴はアルテミジアの作品に登場する自画像の特徴と似ており、女性像の容貌や細く束ねられた髪、くぼみのある手は、彼女がフィレンツェ滞在中に描いた絵画の特徴であると指摘されている。女性像はもともと裸婦として描かれたが、現在は渦巻くヴェールと衣文のある厚手の布で覆われている。これは後に発注者の甥レオナルド・ダ・ブオナロート（Leonardo da Buonarroto）が女性像の裸体表現に当惑し、1684年にエル・ヴォルテッラーノ（el Volterrano）として知られる画家バルダッサーレ・フランチェスキーニに、裸体の一部を覆う布を描くよう依頼したことによる。

## 修復
『天性の素質の寓意』は2022年10月から2023年4月にかけて、イギリスの非営利団体カリオペ・アーツ（Calliope Arts）と美術収集家・慈善家クリスチャン・レヴェット（Christian Levett）の支援により修復作業が実施された。バルダッサーレ・フランチェスキーニの追加要素を、作品に損傷を与えることなく、物理的に取り除くことが不可能であったことから、修復家たちは「アルテミジアの筆致と裸婦を覆った画家の筆致とを区別するため、紫外線、画像診断、X線撮影を使用して」オリジナル版のデジタル複製を制作することを計画した。絵画はカーサ・ブオナローティ内にあるミケランジェロの『サン・ロレンツォ大聖堂のファサードのモデロ』（ Model for the façade of San Lorenzo）が展示された部屋に移され、訪問者が修復の状況を観察することができるよう開館時間中に修復作業が行われた。また同時にカーサ・ブオナローティの改修とギャラリールームの照明の刷新も行われた。現在は作業は終了し、科学的調査と修復の成果として、2023年9月から2024年1月にかけて開催が予定されているカーサ・ブオナローティでの展覧会「ミケランジェロの美術館のアルテミシア」（Artemisia in the Museum of Michelangelo）で公開されている。

## ギャラリー
他の連作寓意画

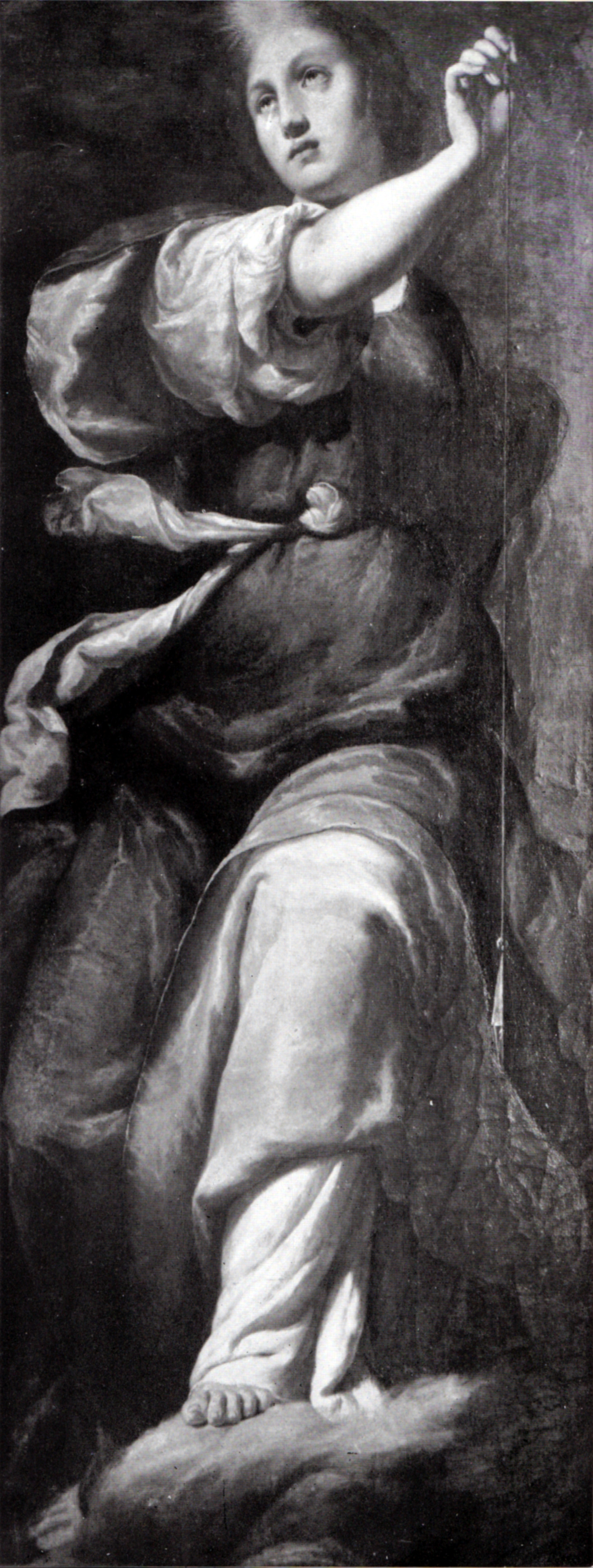
ドメニコ・プリアーニ（英語版）『節制』
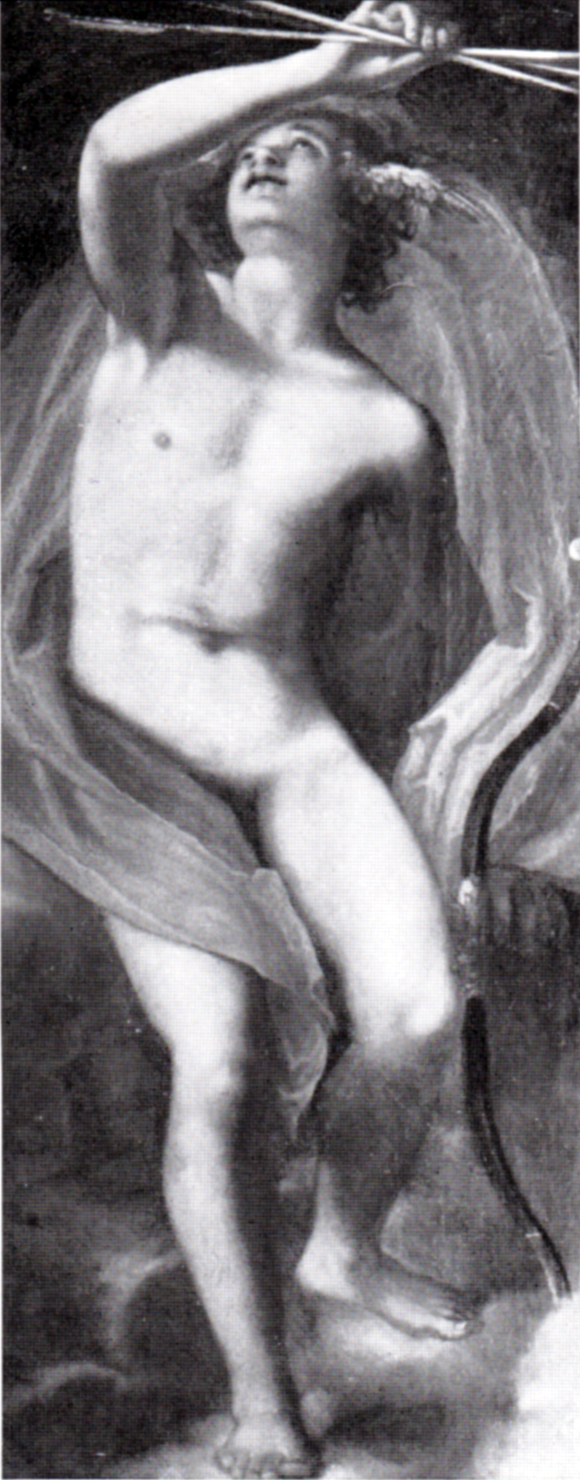
フランチェスコ・ビアンキ・ブオナヴィータ（英語版）『才能』
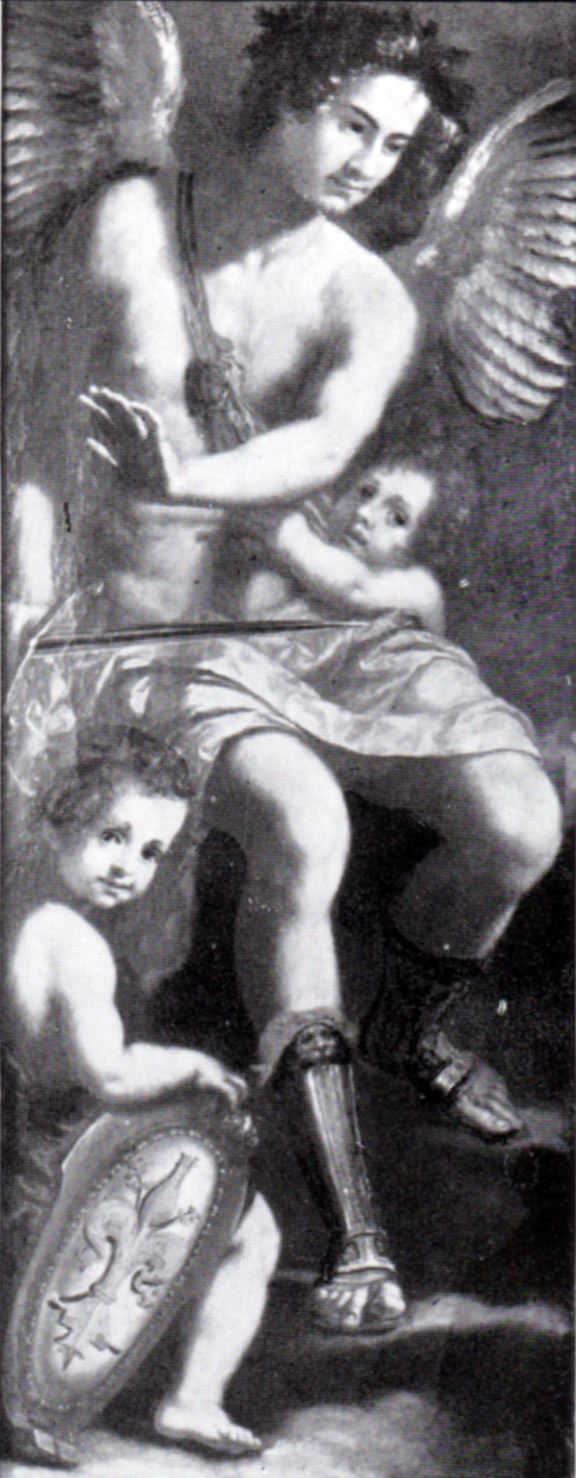
ヤコポ・ヴィニャーリ『愛国心』
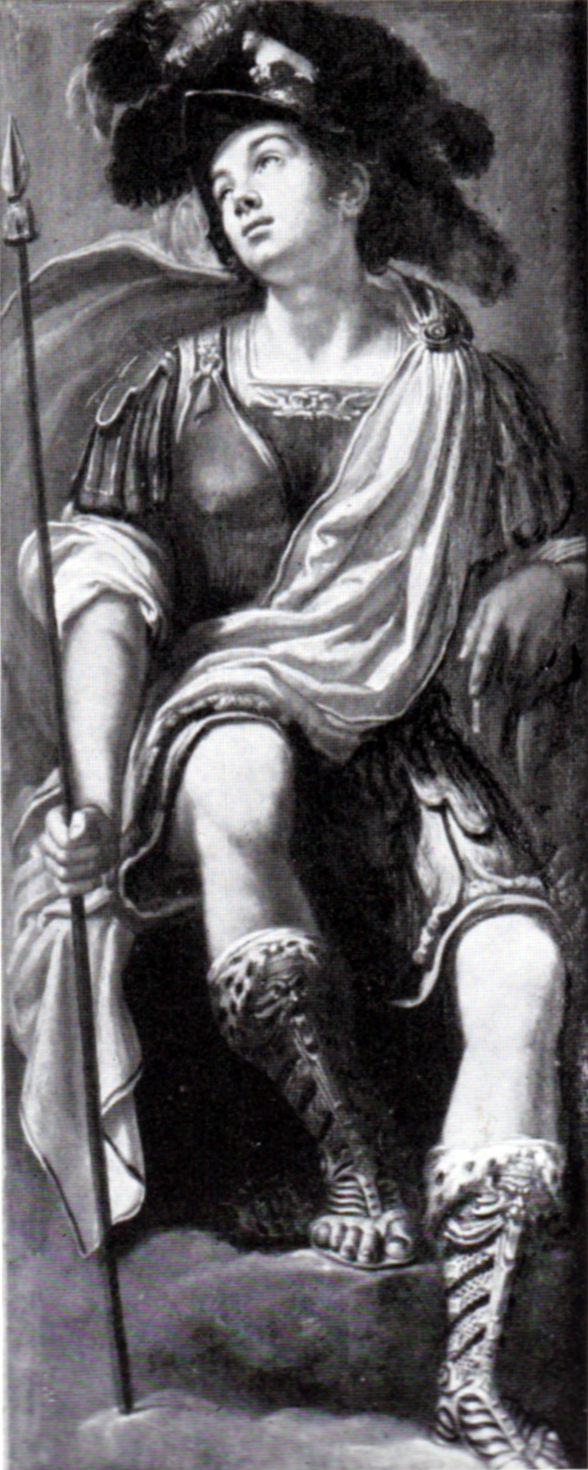
ジョバンニ・バッティスタ・ブラチェッリ『名誉』
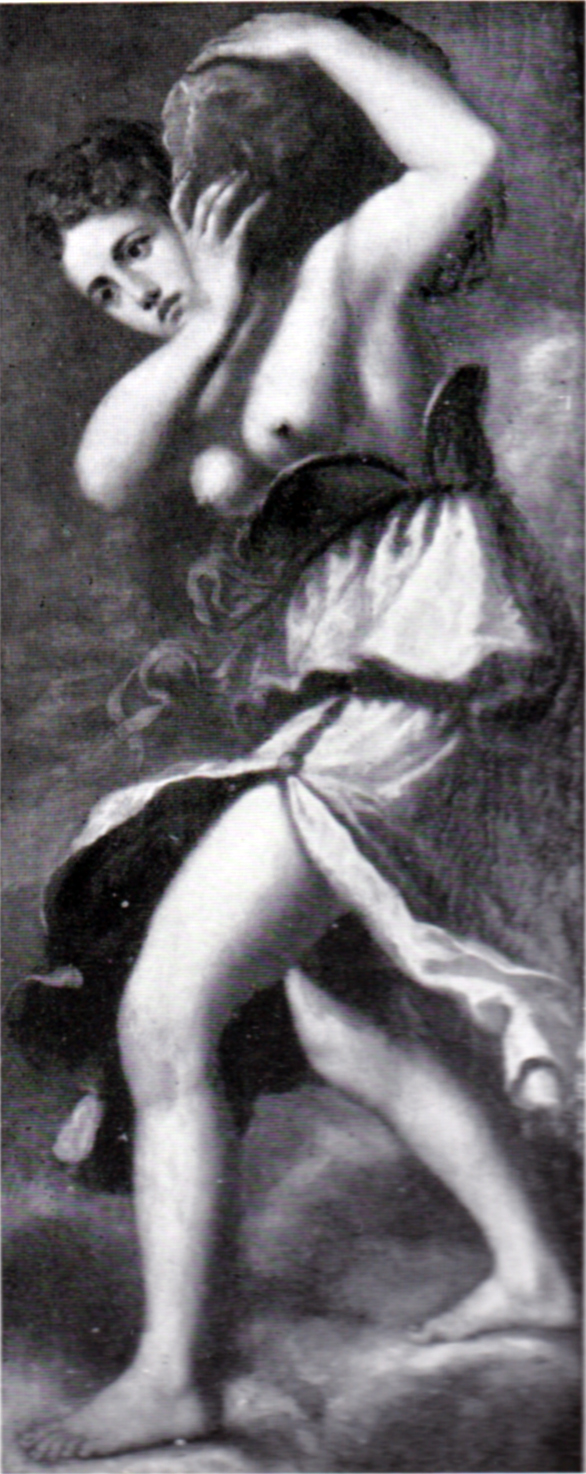
ジローラモ・ブラッティ（英語版）『忍耐』
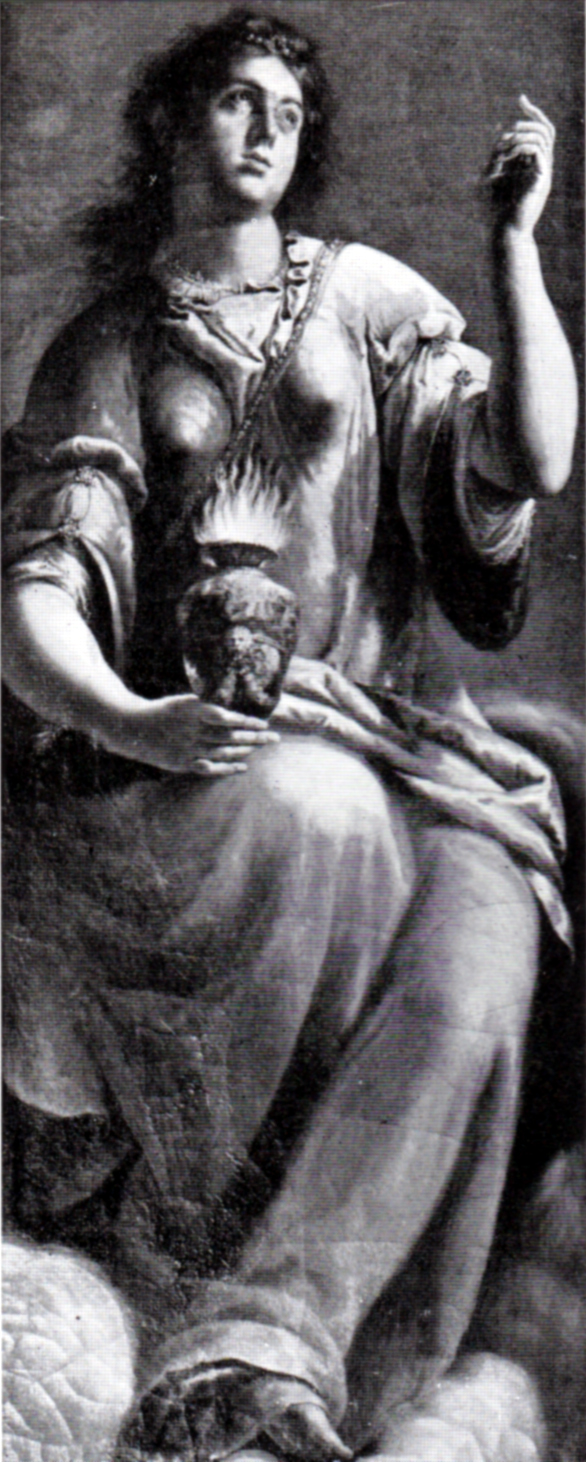
ジョバン・バッティスタ・グドーニ（英語版）『キリスト教への敬虔』
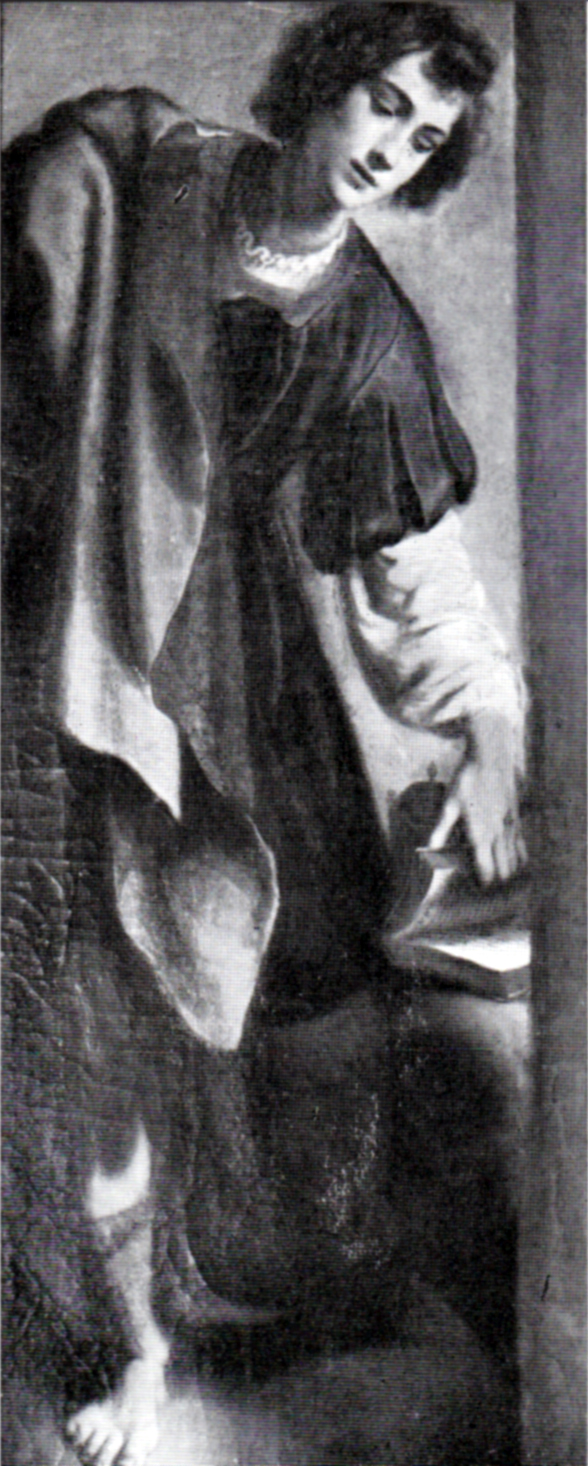
ザノビ・ロシ『学問』